# 太白银莲花
太白银莲花（学名：Anemone taipaiensis）为毛茛科银莲花属的植物，是中国的特有植物。分布于中国大陆的陕西等地，生长于海拔2,900米至3,700米的地区，常生于山地草坡及多石砾处，目前尚未由人工引种栽培。